# Montaña Rusa (La Feria Chapultepec Mágico)
De Montaña Rusa was een houten achtbaan in La Feria Chapultepec Mágico, een voormalig attractiepark in Mexico City. De naam van de achtbaan werd in 1993 veranderd in Serpiente de Fuego, maar dit werd na enkele tijd weer ongedaan gemaakt. De achtbaan was van 1964 tot 1975 de langste achtbaan ter wereld en tot de sluiting van het attractiepark in 2019 de langste achtbaan in Mexico. De achtbaan werd afgebroken in 2022.

## Algemene informatie
De Montaña Rusa werd gebouwd in 1964 door National Amusement Device Company en is ontworpen door Aurel Vaszin en Edward Leis. Het ontwerp van de achtbaan werd als inspiratie gebruikt voor de Screamin' Eagle en Colossus. In de jaren 80 van de 20e eeuw onderging de achtbaan een renovatie van 800.000 dollar, om zo de veiligheid en het comfort van de achtbaan te verbeteren.

## Trivia
- In 2006 vestigde Luis Felipe Santamaría een record in de achtbaan. Hij maakte in totaal 1.333 ritten achter elkaar in de achtbaan, zonder de trein te verlaten. Dit met uitzondering van medische keuringen. Santamaría sliep en at in de achtbaan.
- De achtbaan kreeg in 2017 de Roller Coaster Landmark Award van de American Coaster Enthusiasts.